# Stenotabanus sandyi
Stenotabanus sandyi är en tvåvingeart som beskrevs av Gorayeb 1988. Stenotabanus sandyi ingår i släktet Stenotabanus och familjen bromsar. Inga underarter finns listade i Catalogue of Life.